# José Vitor Moreira Semedo
José Vitor Moreira Semedo (Setúbal, 11 gennaio 1985) è un ex calciatore portoghese, di ruolo centrocampista.

## Biografia
Nel 2021 morì la moglie Soraia Semedo a causa di complicazioni arrivate in seguito a un'infezione.
È un grande amico del calciatore Cristiano Ronaldo.

## Caratteristiche tecniche
Mediano, all'occorrenza può essere schierato come interno di centrocampo o nel ruolo di terzino destro.

## Carriera
Ex centrale difensivo della nazionale Under-21 portoghese, proviene dal vivaio dello Sporting Lisbona. Da gennaio a maggio 2006 ha militato nella Feirense e nell'estate seguente è passato al Cagliari. Dopo un anno in cui ha giocato pochissimo si trasferisce in Inghilterra al Charlton Athletic, nel quale viene incoronato giocatore dell'anno 2011 dai tifosi. Ciò nonostante rifiuta il nuovo contratto che la squadra gli propone per trasferirsi allo Sheffield Wednesday.